# Entionella okayamaensis
Entionella okayamaensis là một loài chân đều trong họ Entoniscidae. Loài này được Shiino miêu tả khoa học năm 1954.